# Pałac w Jagielnie
Pałac w Jagielnie – zabytkowy pałac w Jagielnie – wsi w Polsce, w województwie dolnośląskim, w powiecie strzelińskim, w gminie Przeworno.
Obiekt wybudowany w  pierwszej połowie XVII w. jako renesansowy dwór jest częścią zespołu pałacowego, w skład którego wchodzi jeszcze park.
W ścianie budynku folwarcznego znajduje się płycina z kartuszem zawierającym herb hr. von Wartensleben, z pałacu w Sambrowicach. Kartusz mógł zostać przekazany rodzinie Ballestrem, właścicieli od 1907, która wmurowała go w ścianę budynku folwarcznego.

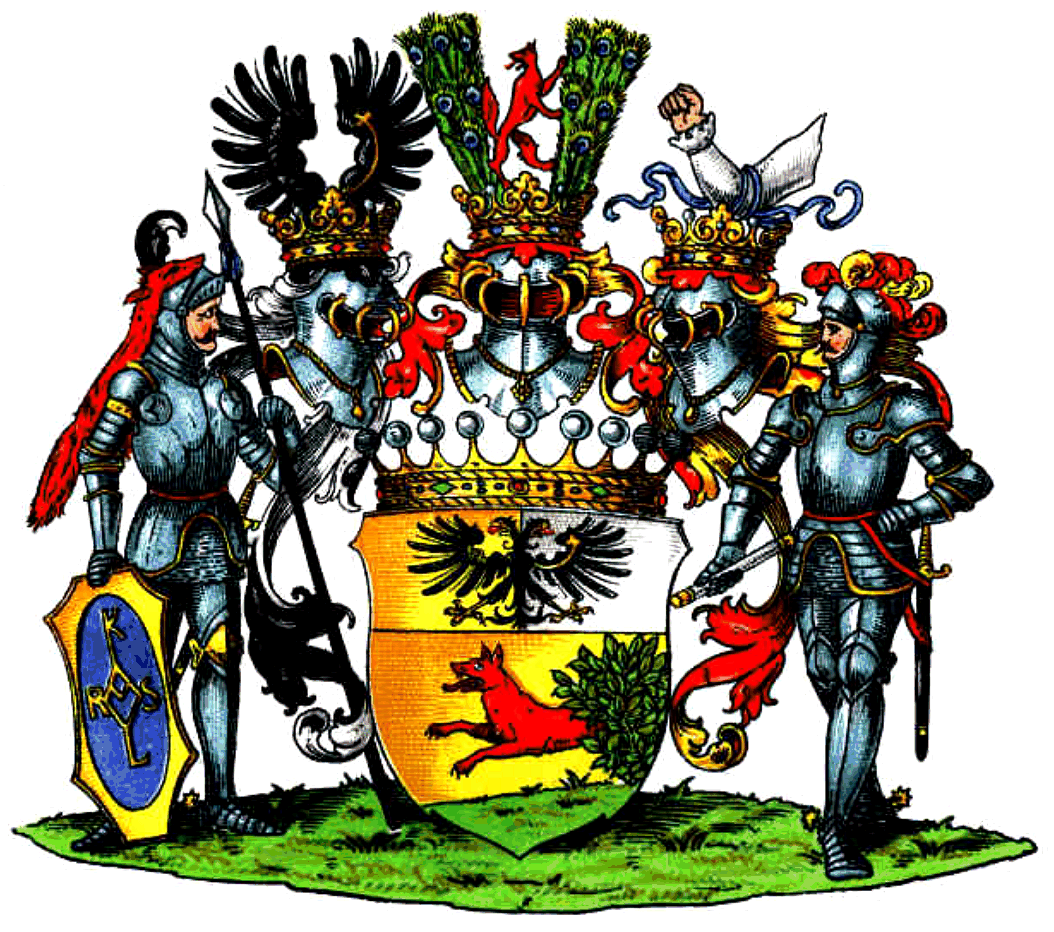
Herb von Wartensleben